# Porc català
El porc català fou una antiga raça ja extinta de porcs autòctona de Catalunya del quan se'n conserva molt poca informació.
El porc català provenia dels porcs que van introduir els celtes, era del tipus cèltic. Corrien lliurement, amuntanyats, i només les truges rebien un suplement de gra en l'època de lactació. Era molt semblant a la raça gascona. Tenia el cap gros i ample, era dolicocèfal (cap més ample que llarg), el front pla, les orelles penjant a banda i banda de les galtes, el musell apradat, la trufa grossa, era de gran alçada, el tronc llarg i pla, el costellam recollit, les extremitats llargues i sistema ossi i muscular molt desenvolupat i tenien el pelatge negre. Els individus d'aquesta espècie produïen molta carn i de gran qualitat, però poc amb poc de greix, el seu pes viu era inferior als 200 kg. Hi havia varietats empordanesa, aranesa i lleidatana.
El porc català es va començar a encreuar a principis del segle xx, sobretot amb la raça Large White, la Yorkshire, i porcs procedents de les Balears, València, Extremadura i Turquia. Aquesta influència de porc blanc fou més gran a partir del segon terç del s.xx, moment en què apareix un nou tipus "el porc de Vic", que ja és de color blanc, de cap allargat... (molt semblant als ibers). Al primer terç del s. XX sembla que als llocs més abruptes del Pirineu existien encara alguns exemplars i se'n reporten encara uns quants exemplars el 1954.